# Tiếng Nen
Tiếng Nen, Tunen (Banen), là một Bantoid Nam của Cameroon. Maho (2009) coi Aling'a, một phương ngữ tiếng Nen, là ngôn ngữ đã tuyệt chủng.